# 青木健 (宗教学者)
青木 健（あおき たけし、1972年 - ）は、日本の宗教学者。専門はゾロアスター教、イラン・イスラーム思想。
静岡文化芸術大学教授（2017年4月着任）。東京大学文学部卒業、同大学大学院人文社会系研究科博士課程修了。2003年「中世インドのイスラーム的ゾロアスター教 アーザル・カイヴァーン学派の思想とサーサーン王朝時代ゾロアスター教からの連続性」で博士（文学）。慶應義塾大学言語文化研究所兼任所員。

## 著書
- 『ゾロアスター教の興亡 サーサーン朝ペルシアからムガル帝国へ』刀水書房, 2007
- 『ゾロアスター教』講談社選書メチエ, 2008
- 『ゾロアスター教史 古代アーリア・中世ペルシア・現代インド』刀水書房・刀水歴史全書, 2008
  - 『新ゾロアスター教史』同, 2019。全面改稿版
- 『アーリア人』講談社選書メチエ, 2009
- 『マニ教』講談社選書メチエ, 2010
- 『古代オリエントの宗教』講談社現代新書, 2012
- 『ゾロアスター教ズルヴァーン主義文献研究 イラン・インドのペルシア語写本蒐集と校訂』刀水書房, 2012
- 『ペルシア帝国』講談社現代新書, 2020
- 『アーザル・カイヴァーン学派研究 第1巻: 中世イラン・インド思想史』刀水書房,2023

### 翻訳
- ニコラス・J・ベーカー＝ブライアン『マーニー教　再発見された古代の信仰』青土社, 2014
- ジェラード・ラッセル『失われた宗教を生きる人々』共訳 亜紀書房, 2016

## 参考
- マニ教 - 紀伊国屋書店BookWeb